# Maria Goretti
Svatá Maria Tereza Goretti (oslovovaná jako Marietta, počeštěně Marie Goretti či Marie Gorettiová; 16. října 1890 Corinaldo – 6. července 1902 Nettuno) je italská panna a mučednice. Její svatořečení je prvním v historii, kterému byli přítomni matka i vrah svatořečené, je zároveň první svatou 20. století.

## Život

### Dětství
Maria Goretti byla druhé dítě chudých pachtýřů Luigiho a Assunty Gorettiových. Krátce po jejím narození (17. října) v rodném Corinaldu byla pokřtěna v tamním kostele.
Zde, v provincii Ancona se nevedlo rodině nejhůře. Manželé Gorettiovi obdělávali pole, stýkali se s přáteli manželi Cimarelliovými a obývali dvoupatrový domek kus cesty za hradbami městečka.
Ovšem jak se rodina rozrůstala – po Angelovi a Marii, se narodil ještě Mariano, Alessandro, Ersilia a nejmladší Tereza, nebylo snadné ji s malými výnosy v rodišti uživit. Luigi Goretti rozhodl, že se odstěhují za prací na jih, což byl osud i mnoha jejich sousedů – např. Cimarelliovi se stěhovali rovněž.
První zastávkou se stalo Paliano. Tam přijeli Gorettiovi vlakem, malá Maria cestou opatrovala obraz Panny Marie, jediné věno své matky. Na pozemku senátora Selsiho – zvané Colle Gianturco – rodina hospodařila od roku 1896 do roku 1899. V té době se rodina Gorettiových seznámila se Serenelliovými (otec Giovanni Serenelli se svými dvěma syny – Gasparem a Alessandrem), neúplnou rodinou s nekonvenčními názory a přístupem k tradičním autoritám, a uzavřela s nimi dohodu o společné práci, která posléze přerostla prakticky ve společnou domácnost a hospodaření. K tomuto kroku tlačila věřící rodinu Gorettiových především nutnost dodržet stanovené lhůty pro zaplacení pachtovného.
Nesnášenlivá povaha Giovanni Serenelliho vedla k otevřené roztržce se senátorem, který pak obě rodiny vypověděl ze svých pozemků. Následovalo další stěhování, do Ferriere di Conca za levnější půdou.

### Ve Ferriére di Conca
Tamní podnebí však bylo velice nezdravé – Mariin otec se nakazil jakýmsi horečnatým onemocněním (patrně malárií) a v roce 1900, když bylo Marii 10 let, zemřel. Hospodářství převzal Mariin sedmnáctiletý bratr, kterému ze všech sil vypomáhala. Vyrostla z ní pohledná a hluboce zbožná dívka, která vypadala podstatně starší než na svých necelých 12 let.

V sousední vesnici, protože Ferriére nemělo vlastní kostel, vykonala první svaté přijímání. To byla prakticky jediná zásadní událost v jejím životě a měla na další život dívky nesmírný vliv. 
| „                                          | Budu stále lepší! | “ |
| — (matce večer po prvním svatém přijímání) |                   |   |

Dům, v němž Gorettiovi bydleli, obýval též vdovec Serenelli se synem Alessandrem (1882–1970). Dvacetiletý Alessandro Serenelli byl nezvladatelný výtržník, který naprosto pohrdal náboženstvím, zákony i morálkou. Otec, který si často a rád přihnul alkoholu, ho naprosto nezvládal. Alessandro se několikráte pokoušel nejdříve žadoněním a později výhrůžkami a různými ústrky přimět Marii k tomu, aby se s ním vyspala, ale ona to odmítla s poukazem na to, že by to byl hřích.

### Útok 5. července

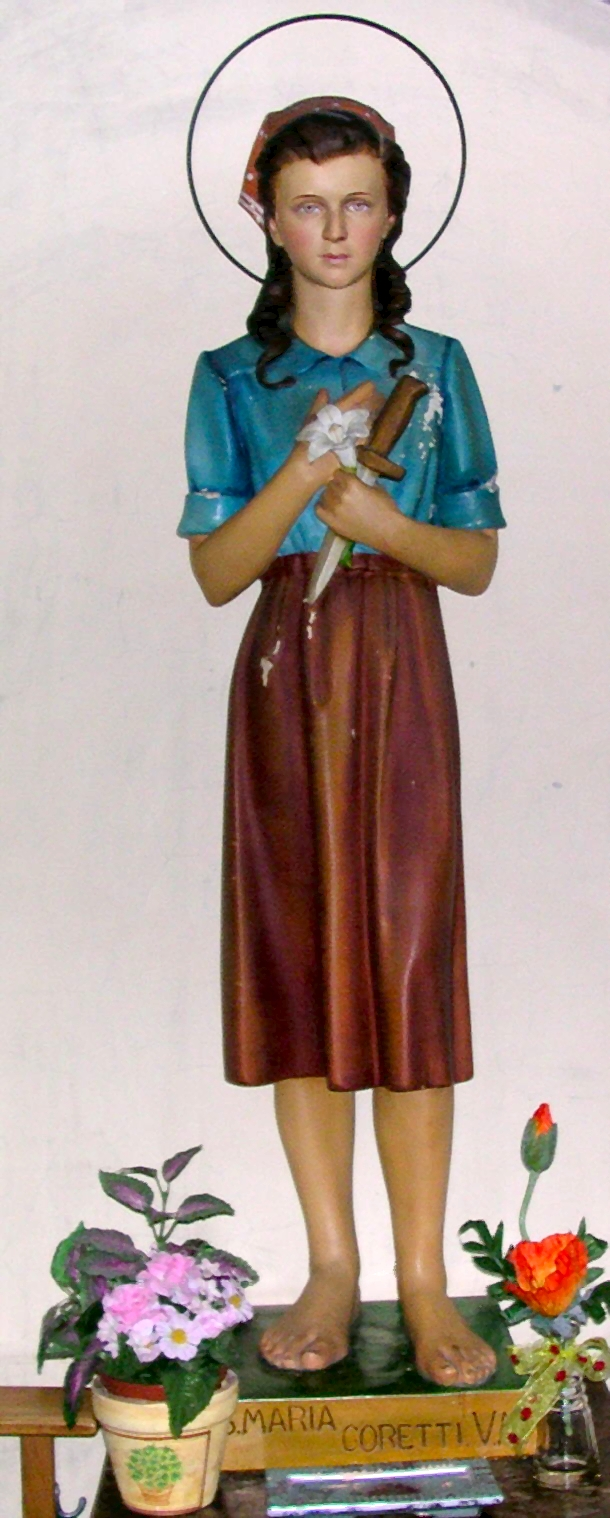
Socha sv. Marie Goretti v kostele ve Visé.

Dne 5. července 1902 si Alessandro počkal, až bude Maria sama šít, a poté se jí pod pohrůžkou nože pokusil znovu „přemluvit“. Když neuspěl, přiškrtil ji a pokoušel se ji znásilnit, ale dívka se urputně bránila a řekla mu, že raději zemře, než by se mu podvolila. 
| „                                                          | Bůh to nechce! Když to uděláš, půjdeš do pekla! | “ |
| — (naléhání dívky na svědomí vraha těsně před jeho útokem) |                                                 |   |

Rozzuřený Alessandro ji nakonec pobodal nožem. Dívka utrpěla 14 vážných bodných ran, většinou v oblasti hrudníku a břicha. Poté Alessandro, v domnění, že je dívka mrtvá, utekl a zabarikádoval se ve svém pokoji. Maria se však ještě probrala a z posledních sil se dovlekla ke dveřím a na její zavolání přiběhla matka a starý Serenelli.

### Smrt
S řadou smrtelných zranění byla Maria odvezena do nemocnice v Nettunu, kde ji bez anestezie operovali, nicméně lékaři již předem řekli zdrcené matce, že dceru může zachránit jen zázrak. Maria Goretti během operace prokázala dokonalé sebeovládání a bezprostředně po zákroku dokonce utěšovala matku, která hluboce prožívala otřes z celé události: „Jak se mají bratříčkové? Už je mi dobře, můžete se za nimi podívat.“

Na druhý den dívka – poté, co přijala svaté přijímání a svátost nemocných – odpustila svému vrahovi: 
| „                                                               | Ano, pro lásku k Ježíši jsem mu odpustila a chci, aby se mnou byl v ráji. | “ |
| — (na smrtelném lůžku v nemocnici Milosrdných bratří v Nettunu) |                                                                           |   |

Po několika dalších hodinách, kdy prožívala v agónii stále znovu trauma pokusu o znásilnění, se naposledy obrátila k matce: „Odpusť mi, mami!“ V 15:45 pak podlehla svým zraněním.

## Osobnost

### Charakter
Dívka byla od nejútlejšího dětství velice zbožná, avšak nelze předpokládat, že takovéto tíhnutí k náboženství je dáno pouze její výchovou. Rodiny z nízkých sociálních vrstev, jako byli Gorettiovi, mají silnou tendenci k religiozitě jen do určité míry, prioritní je v těchto rodinách především hmotné zajištění, pro které je přemíra aktivního praktikování nábožnosti spíše kontraproduktivní. Chudoba se přitom mnohdy jeví jako největší překážka náboženskému životu v oficiálním slova smyslu (Marie si musela svou účast na prvním svatém přijímání doslova vyprosit na matce Assuntě, ta byla proti tomu ze dvou důvodů: nedostatek prostředků na výbavu dítěte, která byla k přijímání nutná, postrádala by citelně Marii v domácích pracích, kdyby chodila na pravidelný katechismus). Zbožnost Marie Gorettiové je proto třeba chápat také jako specifický rys její osobnosti. Měla tendenci se vyjadřovat o náboženských otázkách zcela abstraktně, odlišně než ostatní.
Nosila růženec jako náramek okolo ruky. V časech, kdy ji pronásledoval svými návrhy mladý Alessandro Serenelli, jej dokonce sundávala jen, když jí vadil v práci. V den smrtelného útoku jej pak svědkové nalezli na zemi roztrhaný.
Marie byla negramotná (kvůli tíživé ekonomické situaci rodiny, kvůli nutnosti Marii zapojit plně do práce a v neposlední řadě také kvůli tomu, že poslední škola v Agro Pontino byla zavřená kvůli celkově nezdravému ovzduší kraje), avšak podle mnohých svědectví projevovala pohotovost úsudku, inteligenci. Majitel obchodu Pasquale vzpomíná, že vždy přesně věděla, kolik peněz může utratit. O mimořádnosti její paměti existují zatím jen neprůkazné svědecké výpovědi (uměla prý odříkat celé nedělní kázání), avšak o jejích přirozených pedagogických schopnostech a logické paměti nemůže být pochyb.
Otázka inteligence a povahy obecně je dána také biologicky: lateralitou.[zdroj?] Vzhledem k tomu, že dívka neuměla psát a na jediné autentické fotografii není patrná preference jedné ruky, nelze s jistotou určit, zda byla levákem či pravákem. Jistá indicie vyplývá z lékařské zprávy, podle níž byla dívka zraněna a pobodána i na pravém lokti a na pravé ruce, tedy na ruce, kterou se chtěla bránit. Je otázkou, zda je užití této ruky výrazem její pravorukosti či pouze náhodou. Situaci opět neusnadňuje ani fakt, že je jako relikvie vystavována právě levá pažní kost, kterou se světice údajně bránila.
Určitý druh ostýchavosti, vážnosti a málomluvnosti by vysvětloval Mariinu odolnost vůči křivdám, které se na ní dopouštěl jak Alessandro Serenelli a jeho otec, tak občas i její vlastní matka, která podléhala nervozitě z bezvýchodné existenční situace rodiny. Občas Assunta dítě udeřila či po něm hodila botou. Je takřka příznačné, že toto mlčení vystřídalo mlčení jiné – mlčení strachu, kterým reagovala v posledním měsíci před svým zavražděním na svody, pohrůžky a nakonec i útok svého vraha.

Zároveň projevovala vysokou míru empatie, když se jako druhá matka ujímala svých sourozenců a oni se k ní utíkali pod ochranu, když je jejich matka kárala. Uměla projevit podporu ostatním, soucit s potřebnými.. 
| „                                              | Maminko, nebojte se, Bůh nás neopustí! | “ |
| — (útěcha matce po smrti otce Luigiho Goretti) |                                        |   |

Pracovní zápal, svého druhu jakýsi entuziasmus, vlastně po jistou dobu udržoval domácnost Gorettiových v chodu. Assunta vzpomíná: „Maruška vstávala jako první ze všech, pomodlila se... potom, zatímco já jsem dojila krávy, obstarala slepice a celý kurník. Pak připravila snídani, vzbudila sourozence, pomohla jim se obléci, pomodlila se s nimi. Následně šla pro vodu na oběd, do zahrady pro salát, připravila jíšku a než se muži vrátili, bylo vše hotovo. Odpoledne žehlila a uklízela pokoje (…), když bylo potřeba jít na nákup, šla do Conky, a vždy nakoupila dobře. Večer ukládala sourozence do postele (…), ale ještě neskončila. Když jsme se modlili růženec, při světle lucerny látala ponožky a zašívala košile.“
Nenáročnost a skromnost jako povahový rys získávala v průběhu celého svého dětství: jako dítě z chudé rodiny se naučila zcela přirozeně hledat uspokojení, radost a hodnoty jinde než v oblasti hmotné: v hrách se sourozenci, ve vycházkách do kostela nebo na trh v Nettunu, kde prodávala vejce, zeleninu, holuby, z domácího chovu. V životopisné literatuře je uváděna pouze jedna jediná zmínka o hračce, kterou vlastnila: z Corinalda si jako šestiletá odnášela malou rezavou kostku.

### Vzhled
Vrah Alessandro Serenelli později popisuje Marii Gorettiovou: „Měla pravidelné rysy tváře. Nějak zvlášť neupoutávala. Měla světlé vlasy, kaštanové oči a plnou tvář. Na svůj věk byla urostlá, ale ne tak, jak ji popsali nebo zobrazili. Mně sahala asi po ramena a já nejsem vysoký, měřím jen metr šedesát dva... Nebyla mimořádně krásná, byla tak akorát. Líbila se mi.“ Ke stylu oblékání dodává: „Hlavu pokrývala černým šátkem, svázaným pod bradou. Nosila dlouhé šaty, které neodkládala ani v těch nejteplejších letních dnech.“
Prokazatelně autentickou podobu Marie Goretti zachycuje pouze jediná fotografie. Byla pořízena na počátku roku 1902, kdy v kraji Agro Pontino probíhalo zdravotnicko-osvětové šetření, na jehož základě by bylo možné zajistit zlepšení životních podmínek v oblasti. Přítomni byli i zástupci majitele pozemků. Člen hraběcí rodiny, Gori Mazzoleni, si koupil kameru; rád a často při takových příležitostech fotil vesničany. Archiv obsahuje celou řadu snímků, zachycují takřka všechny pachtýřské rodiny. Maria Goretti je na snímku zřejmě se svými bratry; je vyšší než oni, protože stojí na obráceném kbelíku (byla vysoká 138 cm).

## Proces s vrahem

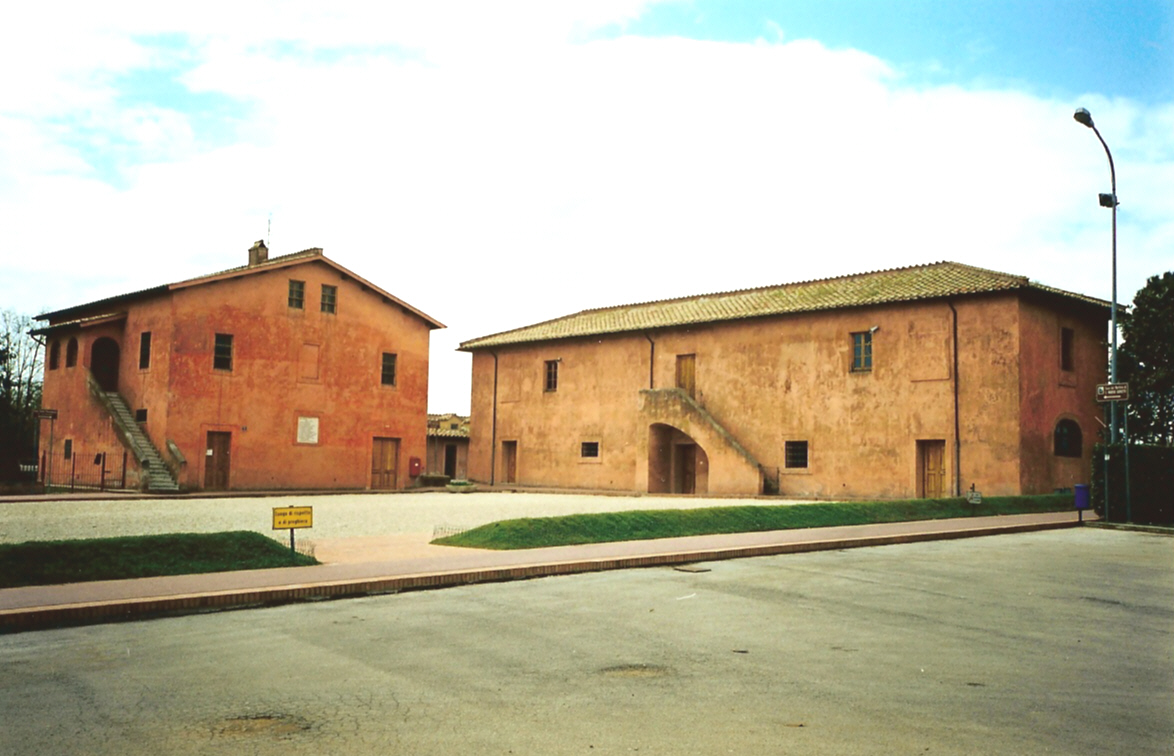
Dům ve Ferriere, kde M. Goretti bydlela (vpravo)

Zpráva o brutální vraždě se rychle šířila po celém kraji Agro Pontino. Časopis Il Messaggero jako první informuje o události širokou veřejnost: hovoří o „lidské bestii“ ne nepodobné románu Emila Zoly.
Alessandro Serenelli byl zatčen na místě činu. Četníci jej odvedli do Nettuna, kde vyčkal na soudní proces, který se konal v říjnu, v Římě. Zpočátku se vrah snažil hájit dvěma způsoby. Ještě v Nettunu přesvědčoval policii, že ho k sexuálně motivovanému útoku vyprovokovala sama oběť. Tuto verzi mu nikdo neuvěřil, protože všichni svědkové shodně vypovídali o Mariině bezúhonné pověsti. U soudu pak prohlašoval, že zločin spáchal pouze proto, aby byl internován a ve vězení se mu dostalo pravidelné stravy. Avšak ani prezentováním vraždy jako „útěku před hladem“ trestní tribunál nepřesvědčil.
Byl odsouzen ke 30 letům vězení. Trest trávil v několika věznicích po celé Itálii a nakonec byl propuštěn po 28 letech pro vzorné chování.
Během svého věznění zůstával Serenelli apatický. Až náhle podává svědectví o Marii Goretti, která se mu zjevila ve snu, aby mu hlásala své odpuštění. Po tomto zážitku se obrátil ke katolictví a začal svého činu litovat.
Po propuštění odprosil matku Assuntu, která mu odpustila, se zájmem sledoval celý proces Mariina kanonizování. Stal se zahradníkem a vrátným v nemocnici bratří kapucínů a vedl příkladný život zbožného křesťana. Vstoupil do řádu, ale řádové roucho nenosil. Zemřel 6. května 1970.

## Kanonizace
| „                       | Tato mladá mučednice nám připomíná, že existují hodnoty, které daleko převyšují všechno ostatní. Je to Boží Milost, víra a věrnost víře, ctnost a věrnost ctnosti. Ctnost mravní čistoty proniká jasem nejen duši, ale i tělo. Mravní čistota je rovnováha mezi tělem a duší, soulad mezi duchem a smysly, mezi rozumem a pudem. | “ |
| — Pavel VI. v roce 1969 | |   |

V roce 1947 papež Pius XII. prohlásil Marii Goretti za blahoslavenou a o tři roky později, 24. června 1950, za svatou. Patří mezi nejuctívanější světice dnešní doby, na její svatořečení se do Říma dostavily řádově statisíce věřících.

## Kult sv. Marie Goretti
Katolická církev slaví její svátek ve výroční den její smrti. Bývá zobrazována jako mladá dívka s dlouhými volně rozpuštěnými vlasy, v prostých rolnických šatech (nebo splývavém bílém oděvu), často též s (bílými) liliemi a dýkou. Je patronkou obětí zločinů a -náctiletých dívek.
Aby mohla být blahoslavená prohlášena za svatou, musí být zaznamenány nejméně dva zázraky spojené s její osobou. Během oficiálního procesu katolické církve došlo k několika zázrakům s ní spojeným: dělník Giuseppe Copo, který prodělal vážný pracovní úraz (balvan mu spadl na pravou nohu), a Anna Grossi Musumarro, která trpěla zánětem pohrudnice. Oba nemocní byli zázračně uzdraveni poté, co vzývali Marii Goretti.

## Vliv a popularita
Po Marii Goretti je pojmenována Saint Maria Goretti Catholic School v Illinois, Pedagogická a sociálna akadémia sv. Márie Goretti v Čadci na Slovensku, jakož i v Michiganu vydávaný časopis pro mladé dívky, Saint Maria's Messenger.
V roce 1949 vznikl na motivy života a smrti Marie Goretti italský film Cielo sulla palude („Nebe nad močálem“), který je navzdory autenticitě značně poplatný estetickým konvencím tehdy aktuálního italského neorealismu. Giulio Base roku 2003 natočil nový snímek Maria Goretti, který byl inspirován prameny různorodého druhu – od oficiálních církevních, přes odborné, až po ty s uměleckou licencí (Alberti, Poage, Hunermann ad.). V titulní úloze vystoupila teprve čtrnáctiletá Martina Pinto.
Literární zpracování života Marie Goretti je spíše ojedinělé, prokazuje značné ideové ovlivnění oficiálním církevním přístupem a o umělecké úrovni takovýchto textů příliš mluvit nelze (jediným seriózně míněným pokusem téma literárně zpracovat je Hunermannova povídka I dnes se platí krví). Určitou výjimku z této tradice tvoří text Adama Krupičky (Maria Goretti. Růžencová legenda) z roku 2012, ve kterém se autor snaží pomocí postmoderního přístupu, evangeliové symboliky a realismu postihnout vyšší smysl gorettiánského modelu.

## Kritika
Svatořečení Marie Goretti je od počátku kritizováno různými nekatolickými skupinami liberální, socialistické a feministické orientace. Obecně jde ovšem o kritiku z ideologických důvodů, jejíž podstata je spíše v naprostém odmítání principu mučednice čistoty, než o kritiku, která by se přímo týkala její osoby.

## Citáty
| „                                                                                  | Mysli na to, koho jdeš přijmout. Ježíš nehledí na boty, on se dívá na srdce. | “ |
| — (bratrovi Angelovi, když poznamenal, že k prvnímu přijímání potřebuje nové boty) |                                                                              |   |